# Lill-Bergögrundet
Lill-Bergögrundet (kleine ondiepte bij Bergön) is een Zweeds eiland behorend tot de Lule-archipel. Het eiland ligt ongeveer 800 meter ten oosten van haar naamgever Bergön. Het eiland heeft geen oeververbinding en is onbebouwd.